# Le Mans (Film)
Le Mans ist ein US-amerikanischer Film über das 24-Stunden-Rennen von Le Mans von 1970, nach einer Idee des Hauptdarstellers und Co-Produzenten Steve McQueen. Die Uraufführung des Films von Lee H. Katzin fand erst am 9. Oktober 1971 statt, er gilt neben Grand Prix von 1966 als einer der bekanntesten Rennsportfilme und ist ein Dokument des Motorsports jener Epoche.

## Handlung
In Le Mans wird das traditionsreiche 24-Stunden-Rennen von Le Mans behandelt, das in der gleichnamigen Stadt im Nordwesten Frankreichs ausgetragen wird. Der Spielfilm mit Charakter einer Dokumentation beschränkt sich mit Ausnahme einiger Rückblenden auf das (fiktive) Rennen des Jahres 1970, für das Szenen des echten Rennens verwendet wurden. Er handelt von der Rivalität zwischen dem US-amerikanischen Rennfahrer Michael Delaney auf einem Porsche 917, der im Jahr zuvor einen Rennunfall verursachte, bei dem sein Freund und Rennfahrerkollege Piero Belgetti tödlich verunglückte, und seinem deutschen Rivalen Erich Stahler, auf Ferrari 512S, die sich auf der Rennstrecke von Le Mans ein erbittertes Duell liefern. Delaney ist traumatisiert, seine Gefühle befinden sich im Widerstreit zwischen Schuldempfinden und sportlichem Ehrgeiz, trotzdem startet er erneut in Le Mans. Als zweiter Handlungsstrang entwickelt sich eine Liaison zwischen Delaney und der Witwe seines verunglückten Freundes, Lisa Belgetti, die ebenfalls vom Tod Belgettis belastet ist. Der Film vermittelt dem Zuschauer, auch durch einen teils dokumentarischen Stil, den Wagemut und die Gefahren, die viele prominente Rennfahrer mit ihrem Leben bezahlen mussten, aber auch den noch ursprünglichen Motorsport jener Epoche. Hinter den umfassenden und für diese Zeit spektakulären Rennaufnahmen, die teils von schnellen Schnitten durchsetzt sind, treten Dialoge und Handlung allerdings in den Hintergrund. So wird in den ersten 36 Minuten kein Wort von den Schauspielern gesprochen, nur der Streckensprecher ist zu hören.

## Entstehungsgeschichte

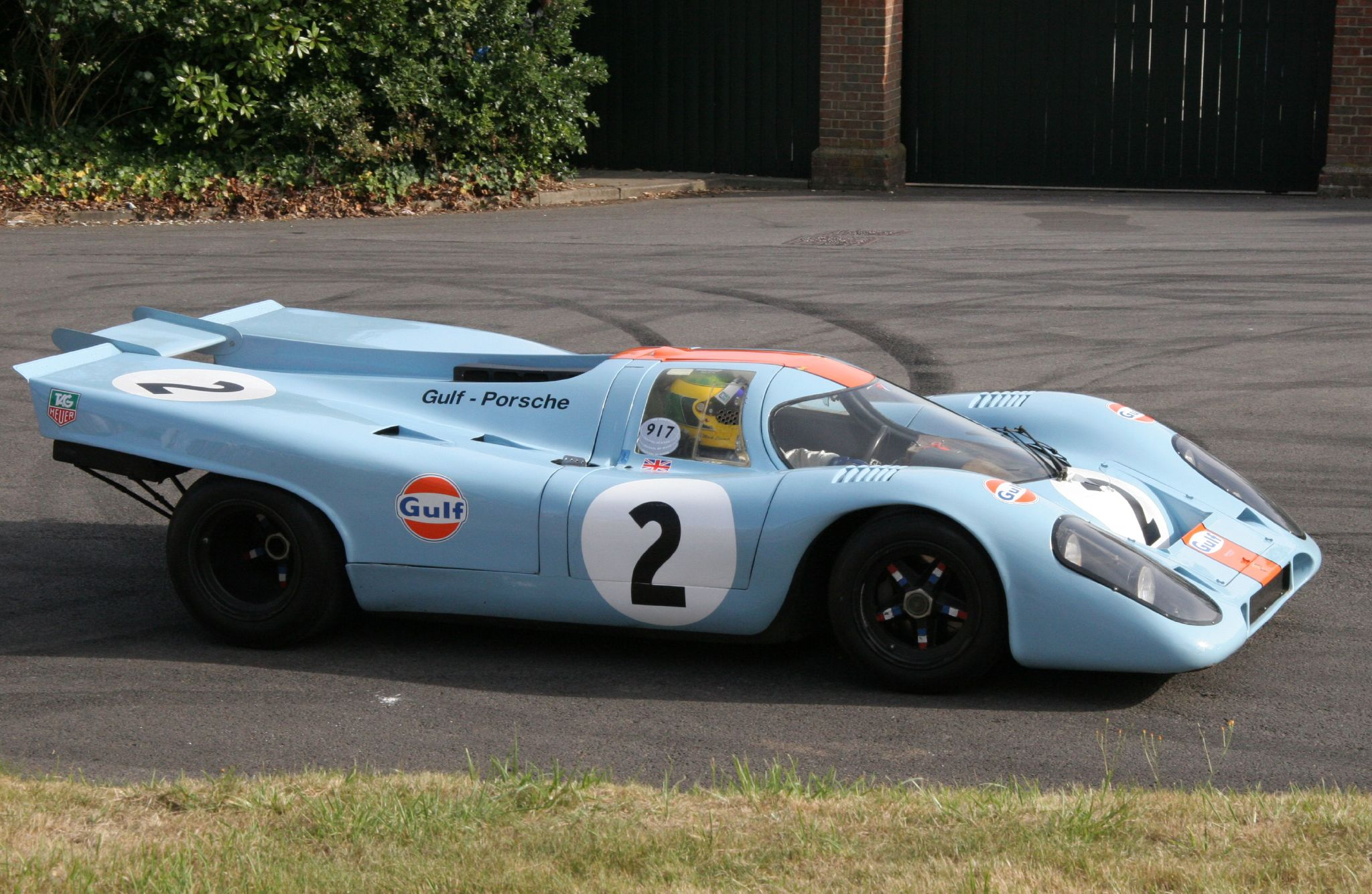
Gulf-Porsche 917
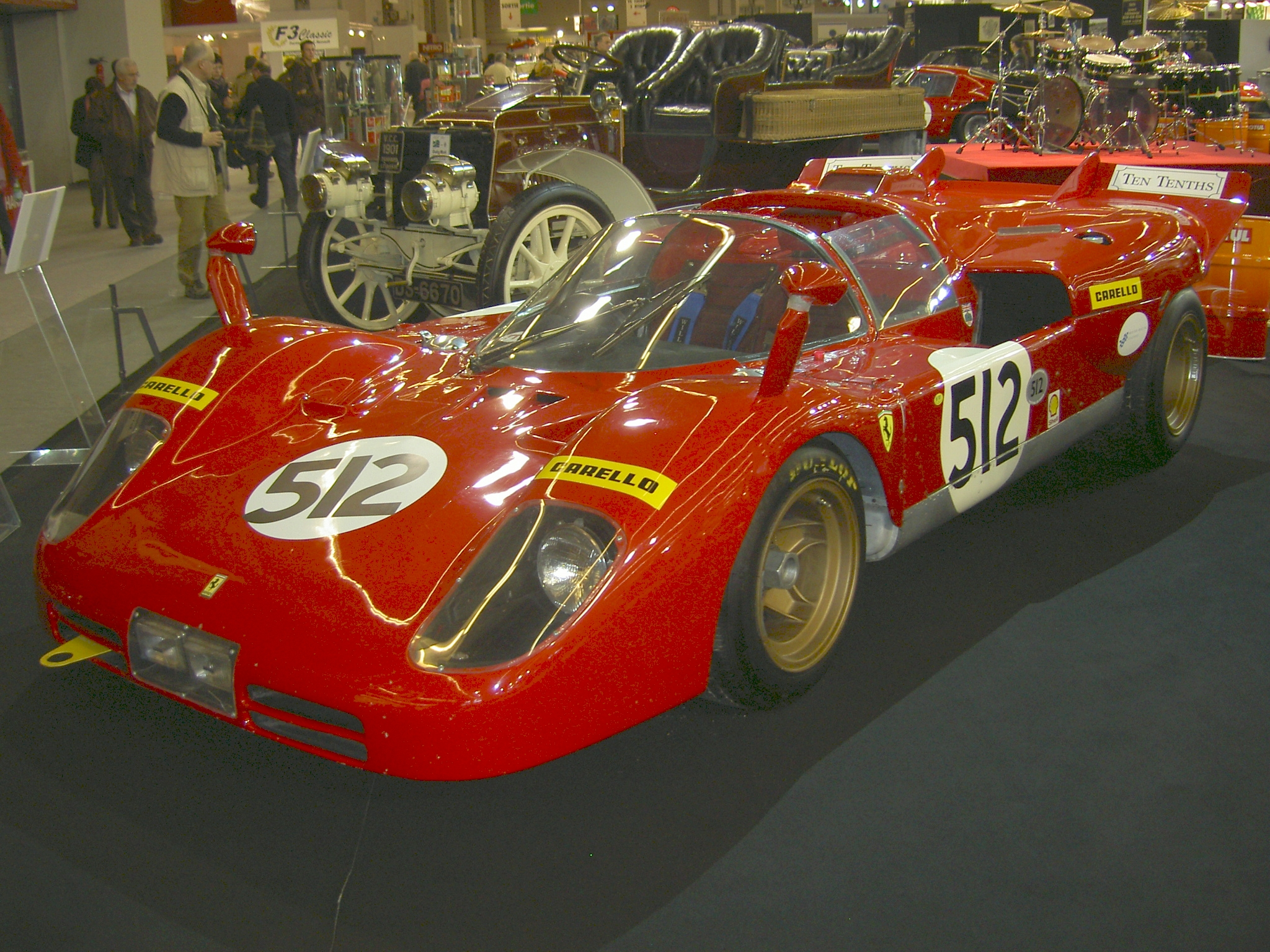
Ferrari 512S
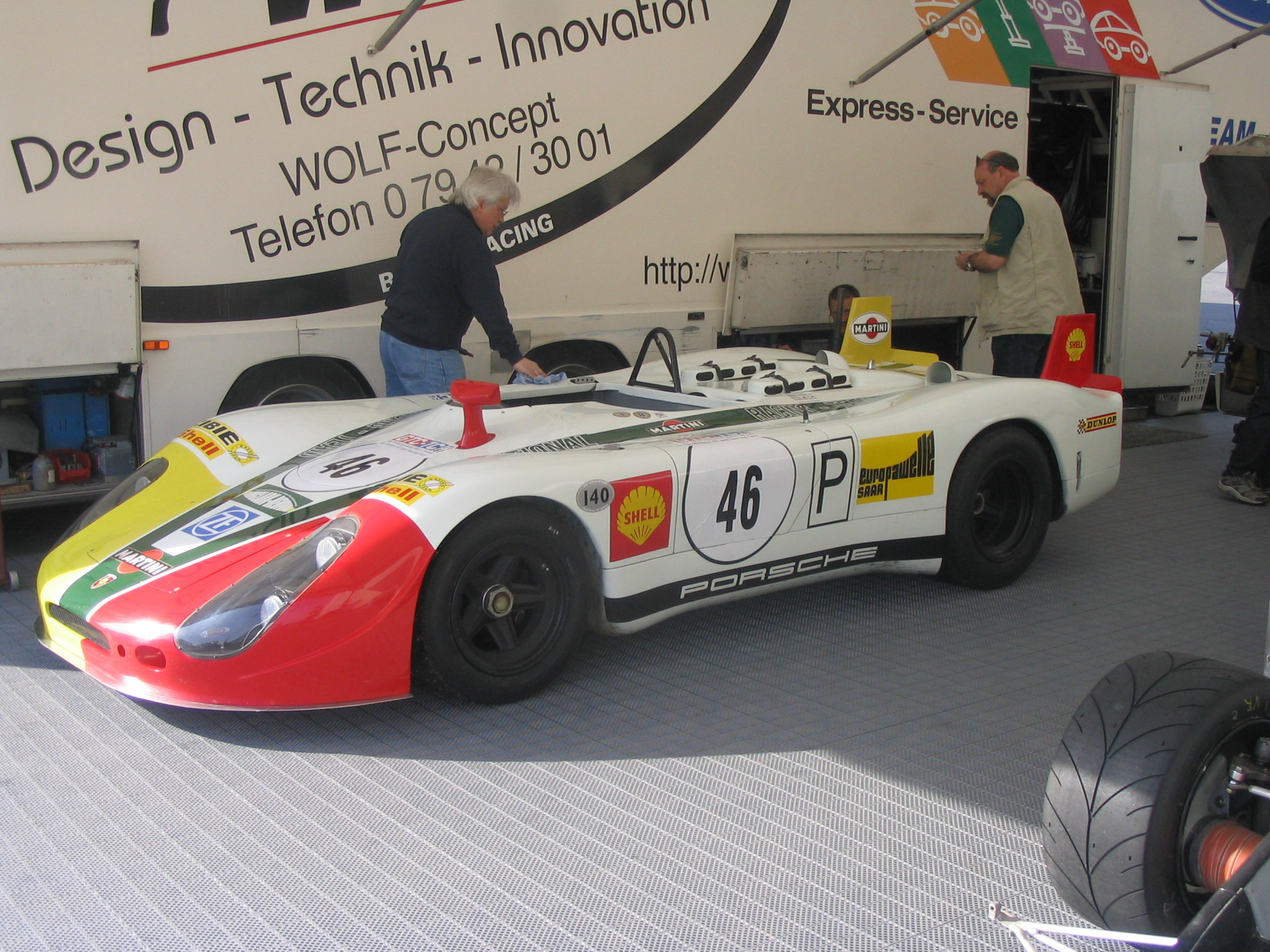
Porsche 908/02

Ursprünglich wollten McQueen und John Sturges nach Die glorreichen Sieben (The Magnificent Seven) und Gesprengte Ketten (The Great Escape) den Rennfilm Day of the Champion über den frischgebackenen Indy-500-Sieger Jim Clark drehen, wozu Verträge abgeschlossen wurden und beim Großer Preis von Deutschland 1965 gedreht wurde, allerdings trotz Vertrag von einem Konkurrenten, John Frankenheimer dessen Epos Grand Prix 1966 erschien, wodurch das Sujet Formel 1 einstweilen abgegrast war und bald auch noch Paul Newman Indianapolis mit Monopostos drehte. Sturges und McQueen hatten noch weitere Projekte am Laufen, der beabsichtigte Rennfilm kam nie zustande. Die auf Gerichtsbeschluss an Sturges übergebenen Nürburgring-Aufnahmen wurden jedoch 2020 wiederentdeckt und in der Doku Steve McQueen: The Lost Movie verwendet.
Dagegen waren Sportwagenrennen, insbesondere die Rivalität zwischen Ford und Ferrari von 1963 bis 1969, deren Hochphase in den Jahren 1966 bis 1967 2019 verfilmt wurde als Le Mans 66 – Gegen jede Chance, noch nicht im Kino. Auch hierfür waren Rennwagen rar, da es nur wenige Einzelstücke der siegfähigen Werks-Prototypen wie Ferrari 330P4 oder Ford GT40 Mk.IV mit Sieben-Liter-V8 gab und man diese hätte äußerlich nachbauen müssen, auf Basis von frei verkäuflichen Sportwagen wie normalen Ford Mk.I oder Lola T70, von denen jeweils mindestens 50 gebaut wurden. Doch die schnellen Boliden wurden Ende 1967 quasi verboten denn für das Jahr 1968 wurden die bisherigen großvolumigen Prototypen auf drei Liter Hubraum wie in der F1 begrenzt, worauf Ferrari aus Protest der Sportwagen-Weltmeisterschaft 1968 fern blieb und Ford auch nur einen Ford P68 brachte. Weil nun konkurrenzfähige Rennwagen fehlten wurde für 1969 die Mindestanzahl von Sportwagen auf 25 gesenkt, wodurch Porsche auf die nicht eingeplante finanziell höchst riskante Idee kam, die Technik der Drei-Liter-Achtzylinder-Prototypen Porsche 908 zu vergrößern und tatsächlich im Frühjahr 1969 in Zuffenhausen eine Kleinserie von Fünf-Liter-Zwölfzylinder-Porsche 917 den Sportkommissaren zur Abnahme als regelkonforme Sportwagen vorstellte. Als Ende 1969 Enzo Ferrari nachzog und seine halbe Firma an FIAT verkauft um ebenso eine Flotte von Ferrari 512S zu produzieren kam es zur bislang einmaligen Situation, dass die 600-PS-Fahrzeuge, die von den Werksteams eingesetzt wurden, 1970 dutzendfach in identischer Form von Kundenteams und solventen Privatiers zu kaufen waren, so dass nun eher Mangel an geeigneten Fahrern herrschte. Einer der ersten Kunden des im Frühjahr 1969 noch kaum getesteten und schwer zu fahrenden 917, John Woolfe, verunglückte am Schluss der ersten Rennrunde des 24-Stunden-Rennen von Le Mans 1969 im damaligen schnellen Landstraßenabschnitt „Maison Blanche“ vor dem Start-Ziel-Bereich, woran McQueen zu Beginn des Filmes erinnert.
Auch McQueens Unternehmen hatte nun das Glück, sowohl als Vorbild eine Sportwagen-Weltmeisterschaft 1970 geliefert zu bekommen, in der sich zahlreiche Porsche und Ferrari eine Rivalität aus dem Bilderbuch lieferten, und gleichzeitig noch genügend identische Fahrzeuge für ausgiebige Dreharbeiten vom Werk gekauft oder von kleineren Teams ausgeliehen und gewartet werden konnten. Die Idee zum mit Beziehungsgeschichten erweiterten Spielfilm über das 24-Stunden-Rennen von Le Mans 1970 stammt von Steve McQueen selbst, der ursprünglich eine authentische Dokumentation über das 24-Stunden-Rennen plante. Als sich kein größerer Produzent für das Projekt gewinnen ließ, gründete er mit einigen anderen Investoren zusammen das Produktionsunternehmen Solar Productions, um den Film doch zu verwirklichen. McQueen, selbst begeisterter Amateurrennfahrer, der trotz bei Motorradsturz gebrochenem Beim unter anderem beim 12-Stunden-Rennen von Sebring in Florida im Frühjahr 1970 beim Lauf zur Sportwagenweltmeisterschaft unter all den 917 und 512S den zweiten Platz errang, wollte ursprünglich zusammen mit Jackie Stewart selbst auf einem mit Nr. 26 gemeldeten Gulf-Porsche 917 in Le Mans teilnehmen, was ihm allerdings durch die Versicherung der Filmproduktion verwehrt wurde.
Große Teile des Films entstanden während des 24-Stunden-Rennens vom 13. und 14. Juni 1970 mit dem am Rennen teilnehmendem Kamerawagen, dem Porsche 908/02, den McQueen in Sebring fuhr. Nun von Herbert Linge und Jonathan Williams gesteuert wurde dieser mit drei Kameras bestückt, die während des Rennens über 10.000 Meter Filmmaterial aufnahmen. Durch die Wechsel der Filmrollen während der Boxenstopps verlor das Rennteam viel Zeit und wurde am Ende nicht offiziell gewertet, obwohl es zu den weniger als zehn Fahrzeugen gehörte, welche die 24 Stunden durchhielten. Zusätzlich zu den Originalaufnahmen beim Rennen wurden später in Ruhe Szenen nachgedreht. Hierzu wurden mehrere Rennsportgrößen mitsamt Originalfahrzeugen angeworben, unter anderem der Porsche-Werksfahrer und McQueen-Freund Jo Siffert sowie Vic Elford, Herbert Linge, Derek Bell, Rolf Stommelen und Herbert Müller. Zudem soll McQueen bei zahlreichen nachgestellten Rennszenen selbst am Steuer eines Porsche 917 gesessen haben, wo er ja gemäß seiner Rolle auch hingehört. Für die Unfallszenen geopfert wurden relativ günstige Lola-T70-Sportwagen-Chassis mit 917-Karosserieteilen, sogenannte „Porschola“. Der Fahrer David Piper verlor bei einem Unfall-Unfall einen Unterschenkel; dieses Opfer wird im Abspann erwähnt.
Le Mans konnte nach einer Produktionszeit von über einem Jahr erst im Oktober 1971 präsentiert werden, als die Zeit der Ausnahmeregelung für Fünfliter-Sportwagen abgelaufen war. Insgesamt wurde der Film trotz eindrucksvoller Bilder, rasanter Schnitte und aufwendiger Produktion (die Dreharbeiten dauerten mehr als ein halbes Jahr) aufgrund einer dahinter zurücktretenden Handlung und mageren Dialogen kein großer Publikumserfolg, gilt jedoch als ein Meilenstein im Genre des Rennsportfilms und ist bei Fans der damaligen Rennen entsprechend beliebt.

## Rezeption
Le Mans erhielt ein eher gutes Presseecho, was sich auch in den Auswertungen US-amerikanischer Aggregatoren widerspiegelt. So erfasst Rotten Tomatoes überwiegend wohlwollende Besprechungen und ordnet den Film dementsprechend als „Frisch“ ein. Laut Metacritic fallen die Bewertungen im Mittel „Durchwachsen oder Durchschnittlich“ aus.

„Atmosphärisch dichte und teilweise spektakuläre Bilder vom 24-Stunden-Rennen in Le Mans, kombiniert mit einer eher rudimentären Spielhandlung. Vom Schauspieler und Amateurrennfahrer Steve McQueen ursprünglich als aufwendiger Dokumentarfilm konzipiert, später aus Gründen der Publikumswirksamkeit den Konventionen der Hollywooddramaturgie angepasst – leider auf Kosten der Spannung.“

Michel Legrand erhielt eine Golden-Globe-Nominierung für die beste Filmmusik, verlor aber gegen Isaac Hayes für die Filmmusik von Shaft.

## Sonstiges
- Fünf Tage vor der Uraufführung des Films, am 24. Oktober 1971, starb Jo Siffert bei einem Rennunfall während eines nicht zur Weltmeisterschaft zählenden Laufs der Formel 1 im englischen Brands Hatch.
- Das tatsächliche 24-Stunden-Rennen von 1970 wurde, anders als im Film, nicht von dem Zweikampf zwischen Ferrari und Porsche dominiert, sondern vom Duell der Porsche-Teams Gulf-Wyer-Porsche und Porsche Salzburg, welches letzteres mit dem Sieg von Hans Herrmann und Richard Attwood für sich entschied. Das Duell Porsche 917 K gegen Ferrari 512S gab es so nicht, da der 1970 genutzte 512S dem 917 deutlich unterlegen war.
- Es gibt im Film einen Cameo-Auftritt des viermaligen Le Mans Siegerwagens Ford GT40. In der Anfangssequenz, welche die Verkehrsströme zeigt, die sich wegen des Rennens auf die Stadt zubewegen, taucht urplötzlich mitten in einer Straßenszene mit mehrheitlich französischen Kleinwagen ein Ford GT40 auf. Das Straßenschild, das die Richtung nach Le Mans weist, ist ebenfalls zu erkennen. Er ist quasi als Zuschauer zu dem Rennen unterwegs, zu dem er 1970 nicht mehr antreten wird. Es ist Steve McQueens Hommage an einen berühmten Rennsportwagen.
- Der Spruch „Rennen ist Leben. Der Rest ist Warten.“ wird Steve McQueen in seiner Rolle als Michael Delaney zugeschrieben.
- In Deutschland kam der Film am 26. Oktober 1971 erstmals in die Kinos.

## Dokumentation
2015 erschien ein Dokumentarfilm unter dem Titel Steve McQueen: The Man & Le Mans von John McKenna und Gabriel Clarke, der mit Interviews und Privataufnahmen sowie mit Filmausschnitten und Making-of-Aufnahmen zum Film Le Mans die Leidenschaft McQueens zum Motorsport und Hintergrundinformationen zu den Dreharbeiten aufwartet. Zu Wort kommen McQueens geschiedene Frau Neile Adams, McQueens Sohn Chad McQueen, beteiligte Filmcrew-Mitglieder und Fahrer – insbesondere auch David Piper, der während der Dreharbeiten seinen Unterschenkel verlor.